# 格洛弗 (北達科他州)
格洛弗（英語：Glover）是位於美國北達科他州迪基縣的非建制地區。

## 歷史
格洛弗的郵局於1887年設立，其後於1943年停運。

## 地理
格洛弗所處的海拔為高於海平面419米（即1375英呎），而該地所採用的時區為UTC-6，即北美中部时区（CST）。同時該地設有夏令時間，為UTC-6調快一小時，即UTC-5（CDT）。